# Kemranggen
Kemranggen is een bestuurslaag in het regentschap Purworejo van de provincie Midden-Java, Indonesië. Kemranggen telt 903 inwoners (volkstelling 2010).